# ملادن ۲۲۵۵۸
سیارک ۲۲۵۵۸ (به انگلیسی: 22558 Mladen، نامگذاری:1998HH3) بیست و دو هزار و پانصد و پنجاه و هشتمین سیارک کشف شده‌است که در ۲۲ آوریل ۱۹۹۸ کشف شد.
قدر مطلق سیارک برابر ۷.۸ است.